# هاينريش غوستاف رايشنباخ
هاينريش غوستاف رايشنباخ (بالألمانية: Heinrich Gustav Reichenbach)‏ (و. 1823 – 1889 م) هو عالم نبات، وسرخسياتي، وعالم طيور، وأستاذ جامعي من مملكة ساكسونيا . ولد في دريسدن .
توفي في هامبورغ ، عن عمر يناهز 66 عاماً.

## التعليم
تعلم في جامعة لايبتزغ

## مناصب وهيئات
أدار جامعة لايبتزغ.